# 八丁堀 (東京都中央區)
八丁堀（日语：／ Hatchōbori */?）是日本東京都中央區的町名。現行行政地名為八丁堀一丁目至八丁堀四丁目。2013年8月1日為止的人口有2,908人。郵遞區號104-0032。

## 地理
位於東京都中央區東部，屬京橋地域。過去西邊邊界是楓川、南邊邊界是櫻川（八丁堀）。現在西界為首都高速都心環状線，東界為龜島川，北鄰日本橋茅場町、日本橋兜町，南連新富、入船、湊。八丁堀屬日本橋兜町的中央警察署、京橋的京橋消防署管轄。

### 河川
- 龜島川

## 歷史
1931年（昭和6年）舊本八丁堀1丁目〜5丁目與周圍的町進行區劃整理，高代町、松屋町、岡崎町、本八丁堀部分區域成立西八丁堀1丁目〜4丁目，元嶋町、長澤町、幸町、日比谷町、八丁堀仲町、永嶋町、水谷町與本八丁堀部分區域成立八丁堀1丁目〜4丁目。1969年（昭和44年），西八丁堀與八丁堀再次整合。
江戶時代初期，此地多寺院，形成寺町。但在1635年，八丁堀多數寺院奉命遷往淺草。這些離開的寺院舊地變成與力、同心的組屋敷，成為八丁堀的特色。
江戶時代，八丁堀的澡堂以非常擁擠聞名，因此同心有時會使用女湯。這造成了八丁堀的澡堂女湯也設有放置武士刀的刀架，稱為「女湯的刀掛」。

### 地名的由來
江戶時代，此地開闢一條長約8町（約873公尺）的堀，稱為「八町堀」，後來成為町名。之後「町」字省略成「丁」。
八丁堀在江戶時代是江戶町奉行所的同心、與力的居住區。八丁堀常被他們用作自稱、俗稱（例：「八丁堀」（中村主水等）、「―の旦那」），或是現在時代劇的作品名（例：「八丁堀的七人」）。

## 交通

### 鐵道
東京地下鐵日比谷線、JR京葉線有地下通道連接。
- 東京地下鐵日比谷線 ○八丁堀站
- JR東日本京葉線 ■八丁堀站

### 巴士
- 東京都交通局
- 中央區社區巴士（江戶巴士）

### 道路
- 東京都道50號東京市川線（新大橋通）
- 八重洲通
- 平成通
- 鈴蘭通
- 二八通
- 鍛冶橋通
- 鐵砲洲通

### 橋
- 久安橋
- 龜島橋
- 寶橋
- 松幡橋
- 彈正橋

## 設施
- 中央八丁堀郵便局
- 八丁堀保育園
- 京華廣場 - 利用舊中央區立京華小學校、京華幼稚園的區營複合設施。
  - 早稻田大學推廣中心八丁堀校
  - 中央區立高科技中心
  - 京華社區活動室
  - 中央區銀髮人才中心
  - 中央交通事故相談所 - 財團法人東京交通安全協會營運的相談所（諮詢所）。
- 八丁堀區民館
- 玉圓寺 - 八丁堀現存唯一的佛教寺院。江戶初期在八丁堀三丁目，後移至現在地點。
- 今村幸稻荷神社
- 日比谷稻荷神社-慶長11年（1606年）建立。現在只剩祠與由緒書。
- 天祖神社-寛永元年（1623年）建立，寛永10年（1633年）移至現在地點。現在只剩祠與由來碑。

## 史蹟
- 堀部安兵衛武庸之碑 - 紀念赤穂浪士之一堀部安兵衛的石碑。1969年建立。

## 備註
1. ↑  .   [2013-08-17]. （原始内容存档于2013-03-12）.
2. 1 2 3  八丁堀地區 町名の由来 - 中央區ホームページ内 （页面存档备份，存于），2012年6月4日閲覧。
3. ↑  地名で読む江戶の町、105P
4. ↑  地名で読む江戶の町、107P

## 外部連結
- 中央區官方網站（页面存档备份，存于）
- 八丁堀二丁目東町會[永久]